# Baseball féminin

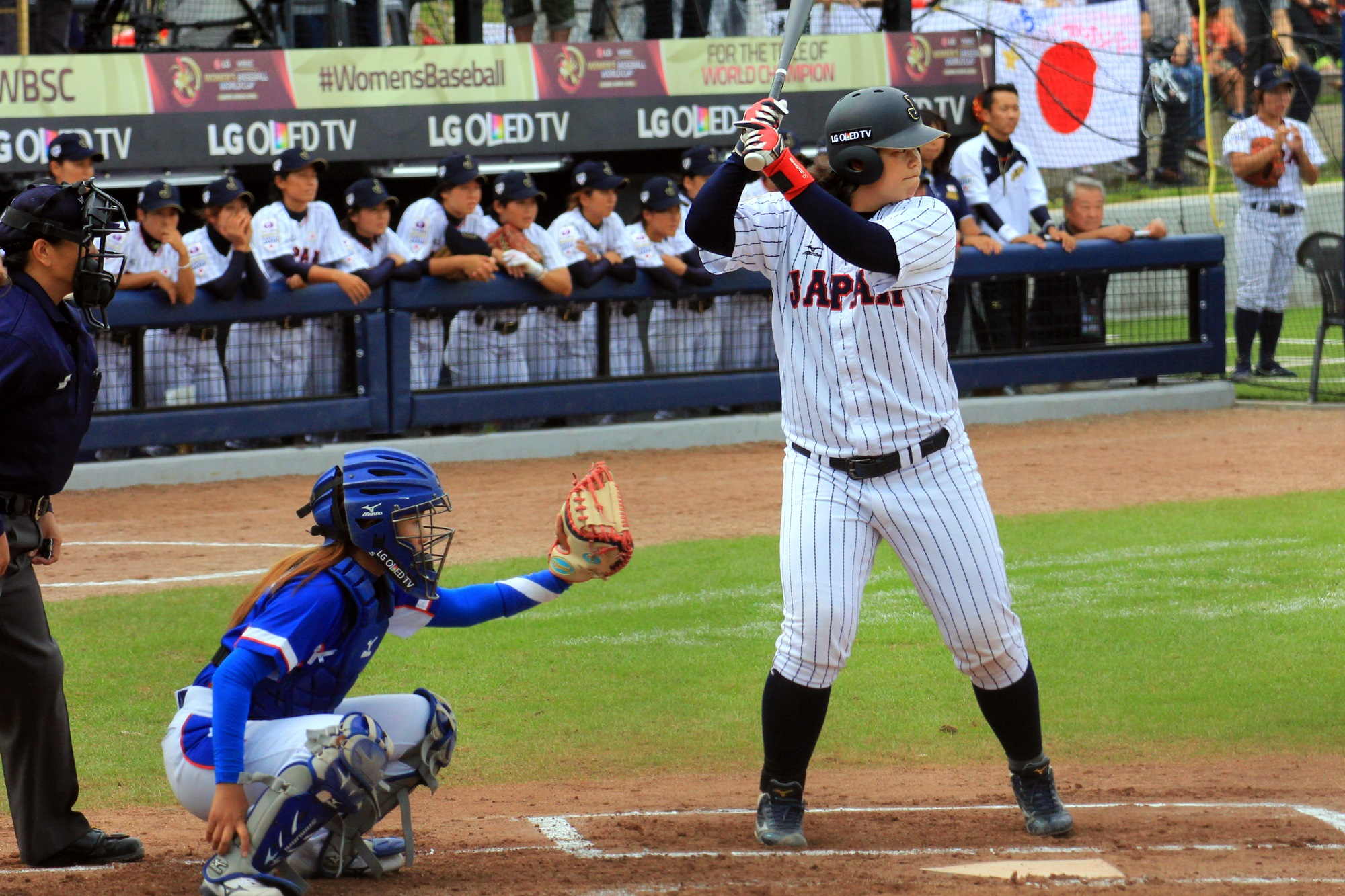
Joueuses de baseball en Corée du Sud

Le baseball féminin est pratiqué dans différents pays dont les États-Unis, l'Australie, le Japon, Taïwan, Cuba, Canada, Corée du Sud, Hong Kong, le Venezuela, l'Argentine et la République dominicaine. Cela commence aussi à faire son apparition en France dans des clubs tels que les Tomcats de Tremblay-en-France.

## Les premières équipes féminines
Des équipes de baseball féminin se forment dès les années 1860 dans le milieu scolaire et universitaire. Un club féminin non scolaire opère à New York en 1869 dans le quartier de Perterboro. Harry S. Freeman tente d'organiser un championnat féminin à New York dans les années 1880 ; sans succès. W.S. Franklin parvient à mettre sur pied le premier championnat féminin à New York en 1890. En dehors de ce championnat, l'équipe la plus significative est celle du Young Ladies Baseball Club (créé en 1883) qui effectue des tournées à travers les États-Unis. Elles affrontent régulièrement des équipes d'hommes. Ces rencontres attirent public et médias mais sont condamnées par la morale de l'époque. Une jeune fille n'a pas à jouer au baseball.

## Des années 1890 à 1942
Elizabeth Stroud, plus connue sous le nom de Lizzie Arlington, effectue en 1898 quelques rencontres en professionnel en Atlantic League au poste de lanceur. Une équipe itinérante est ensuite montée autour d'elle. Suivie par des cohortes de fans, cette équipe connaît un succès populaire et médiatique certain.
Bloomers Girls, du nom du pantalon large (bloomer) que porte les joueuses, est un nom générique donné aux joueuses de baseball durant les deux premières décennies du XXe siècle. Durant l'entre-deux-guerres, quelques joueuses s'illustrent comme l'omnisports Mildred Didrikson, qui lance pour les Philadelphia A's et les St. Louis Cardinals lors de matches exhibitions en 1934, Lizzie Murphy, qui joue en semi-professionnelle avec les hommes, Slapsie Maxie et Jackie Mitchell.

## All-American Girls Professional Baseball League
La première ligue professionnelle est fondée en 1943 : All-American Girls Professional Baseball League. Elle est créée par Philip K. Wrigley, propriétaire des Chicago Cubs, qui charge Ken Snell, assistant du manager général des Cubs, de mettre sur pied une ligue féminine pour aider à soutenir le moral des troupes et des ouvriers. L'AAGPBL arrête ses activités en 1954. La Ladies Professionnal Baseball prend le relais en 1997 mais les affluences sont très médiocres et l'expérience cesse dès 1998. Depuis lors, les femmes doivent se contenter d'opérer dans des compétitions locales amateurs.

## Le baseball féminin moderne
En 2000, la principale organisation aux États-Unis est la Women's National Adult Baseball Association qui regroupe plus de 2000 équipes. L'American Women's Baseball Association prend le relais au début du XXIe siècle. sous l'autorité de l'IBAF qui a lancé un plan de développement du baseball féminin.
Le baseball féminin dispose d'un Hall of Fame à part entière depuis 1998[Information douteuse]. Il est situé à Chevy Chase dans le Maryland.
L'IBAF organise une Coupe du monde de baseball féminin bisannuelle depuis 2004. Les États-Unis ont remporté les deux premières éditions et le Japon les deux suivantes. Cette compétition a remplacé la Série mondiale de baseball féminin organisée par les associations américaines et japonaises de baseball de 2001 à 2004.
En 2015, le baseball féminin fait son entrée aux Jeux panaméricains.